# 特斯塔嶺
78°27′S 163°32′E / 78.450°S 163.533°E
特斯塔嶺（英語：Testa Ridge）是南極洲的山嶺，位於維多利亞地的斯科特海岸，以明尼蘇達大學的生物學家命名，該山嶺現時由南極條約體系管理。